# Flughafen Punta Cana

i8
i11
i13
Der Aeropuerto Internacional de Punta Cana (IATA-Code: PUJ, ICAO-Code: MDPC) ist ein internationaler Verkehrsflughafen in Punta Cana im Osten der Dominikanischen Republik. Mit zwei Start- und Landebahnen und rund 7,3 Millionen Passagieren im Jahr 2017 ist er der größte Flughafen des Landes und nach Miami, Havanna und Cancun einer der bedeutendsten im Karibikraum. Nach dem Rückgang der Passagierzahlen durch die COVID-19-Pandemie konnte der Flughafen Punta Cana seine führende Position wieder erlangen und weiter ausbauen. 2023 wurde der bisherige Rekordwert von 9,16 Millionen Passagieren verzeichnet, womit er an zweiter Stelle der Flughäfen in der Karibik lag.

## Flughafenanlagen

### Terminals
Der Flughafen verfügt über drei Terminals. Terminal 1 und 2 dienen der Abfertigung von internationalen Ankünften und Abflügen, Terminal 3 wird ausschließlich für Regionalflüge genutzt. Die Gebäude sind im traditionellen und landestypischen dominikanischen Baustil mit Palmendächern aus echten dominikanischen Palmen errichtet. Das 33.000 Quadratmeter große Gelände verfügt über mehr als 50 Check-in-Schalter, 16 Boarding-Gates, VIP- und Raucher-Räume sowie Kinderspielecken.

### VIP-Lounge Terminal A
Im Terminal A des Flughafens befindet sich eine kostenpflichtige VIP-Lounge, die internationalen Passagieren vor dem Abflug zur Verfügung steht. Die Lounge bietet klimatisierte Sitzbereiche, kostenloses WLAN, Fluginformationsbildschirme sowie eine Auswahl an Snacks und Getränken. Darüber hinaus stehen Duschen, moderne Sanitäreinrichtungen und ein möblierter Innenhof mit Raucherbereich zur Verfügung.
Der Zugang ist über verschiedene Mitgliedsprogramme wie Priority Pass, LoungeKey, Lounge Club und Dragon Pass möglich. Alternativ kann ein zeitlich begrenzter Zugang gegen eine Gebühr erworben werden. Die Lounge ist täglich von 08:00 bis 23:00 Uhr geöffnet und bietet unter anderem WLAN, Duschen und einen Raucherbereich.

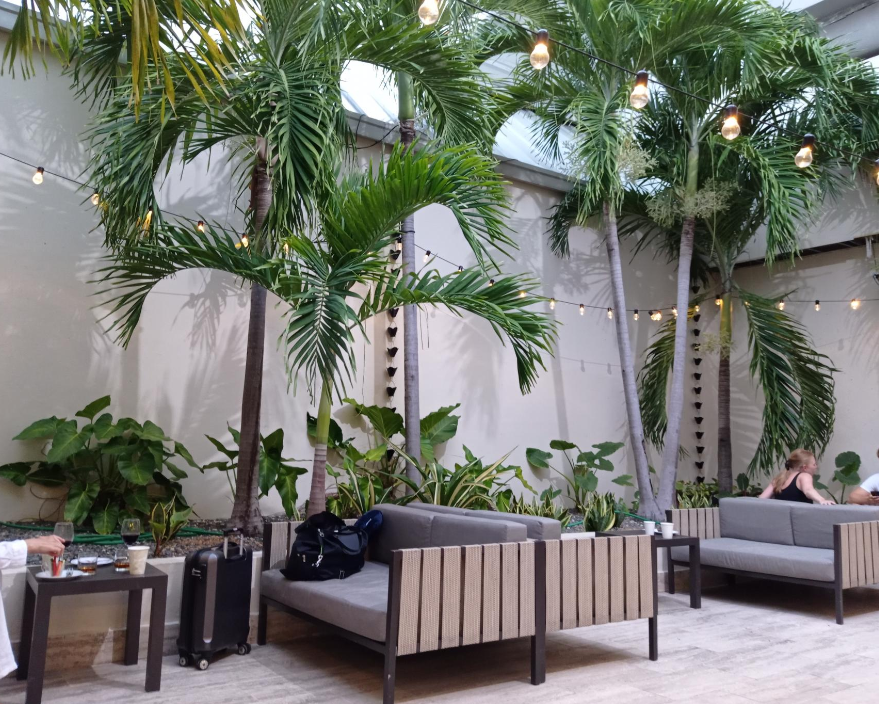
VIP Lounge Punta Cana Terminal A, Außenbereich

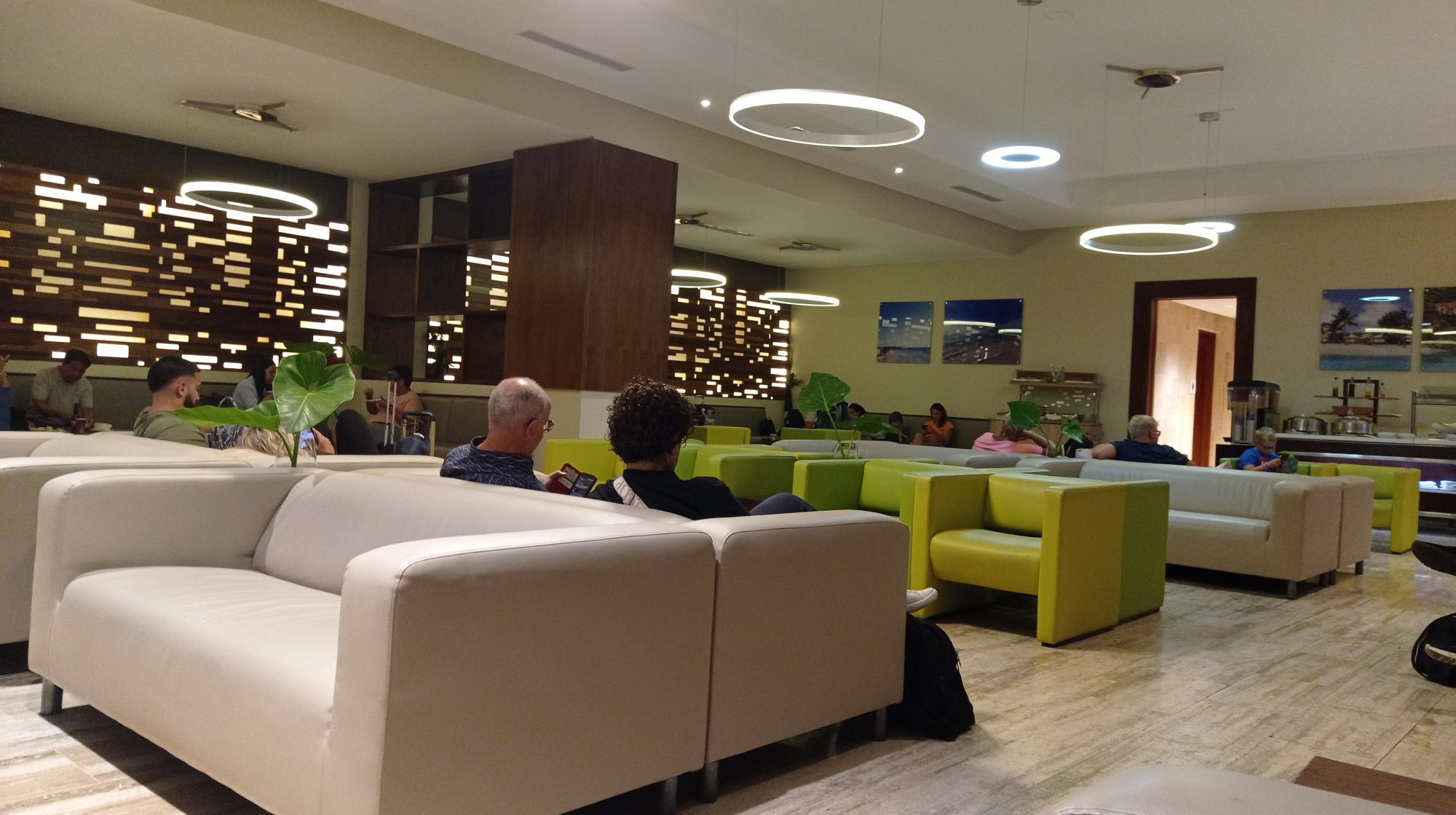
VIP Lounge Punta Cana Terminal A Innenbereich

## Fluggesellschaften und Ziele
Aus dem deutschsprachigen Raum wird Punta Cana vor allem von Charter bzw. Billigflug Airlines angeflogen. Im Flugplan steht Punta Cana ganzjährig von Discover Airlines und Condor ab Frankfurt am Main sowie Edelweiss Air aus Zürich. Discover bedient im Winter zudem München.

## Verkehrszahlen
| Jahr | Fluggastaufkommen | Luftfracht (Tonnen) | Flugbewegungen |
| ---- | ----------------- | ------------------- | -------------- |
| 2017 | 7.264.912         | 12.241              | 43.556         |
| 2016 | 6.845.667         | 20.663              | 44.085         |
| 2015 | 6.348.822         | 21.377              | 42.939         |
| 2014 | 5.844.431         | 21.531              | 37.305         |
| 2013 | 5.160.798         | 20.021              | 32.391         |
| 2012 | 4.819.715         | 16.033              | 31.436         |
| 2011 | 4.456.620         | 14.958              | 28.525         |
| 2010 | 3.989.524         | 14.455              | 26.348         |
| 2009 | 3.778.206         | 12.910              | 24.160         |
| 2008 | 3.682.872         | 12.993              | 23.118         |
| 2007 | 3.559.579         | 10.874              | 22.486         |
| 2006 | 3.396.348         | 9.303               | 22.765         |
| 2005 | 2.984.681         | 8.577               | 20.569         |

### Verkehrsreichste Strecken
| Rang | Stadt                            | Passagiere | Fluggesellschaften                              |
| ---- | -------------------------------- | ---------- | ----------------------------------------------- |
| 01   | Toronto–Pearson, Kanada          | 544.015    | Air Canada Rouge, Air Transat, Sunwing, WestJet |
| 02   | New York–JFK, Vereinigte Staaten | 443.932    | American, Delta, JetBlue                        |
| 03   | Atlanta, Vereinigte Staaten      | 412.705    | Southwest, Delta                                |
| 04   | Panama-Stadt, Panama             | 372.800    | Copa, Copa Colombia                             |
| 05   | Miami, Vereinigte Staaten        | 345.961    | American, LATAM Chile                           |
| 06   | Montréal–Trudeau, Kanada         | 345.212    | Air Canada Rouge, Air Transat, Sunwing          |
| 07   | Lima, Peru                       | 276.708    | Avianca Perú, LATAM Perú                        |
| 08   | Paris–CDG, Frankreich            | 259.611    | Air France, XL Airways                          |
| 09   | Newark, Vereinigte Staaten       | 253.939    | United                                          |
| 10   | Charlotte, Vereinigte Staaten    | 253.120    | American                                        |